# Вулгарис
Вижте пояснителната страница за други значения на Вулгарис.
Булгарис (също се транслитерира и като Вулгарис), е виден род с много разклонения от Парамития в Епир приел етническото наименование „българи“ за свое фамилно име. От нея проезхождат Евгений Булгарис и множество видни и известни гръцки общественици, политици, индустриалци и пр. Италианският ѝ родов клон носи името Булгари, от него е световния моден магнат основал бижутерската и парфюмерийна компания с едноименната марка.